# 문효남
문효남(文孝男, 1955년 11월 27일~)은 부산에서 출생한 대한민국의 법조인 및 검사이다. 

## 주요 수사 사건

### 고문기술자 이근안 수사
1999년 10월 29일 '고문기술자' 이근안이 자수했고, 문효남은 서울지검 강력부 부장검사로서 이근안에 대한 수사를 지휘했다.

### 한화 김승연 회장 불법 정치자금 수사
한화 그룹 회장인 김승연의 불법 정치자금 수사 초기에 문효남은 대검찰청 수사기획관이었다. 문효남은 김승연이 수사가 진행 중이던 2004년 1월 미국으로 출국한 사실이 알려지자 "우리는 도망이라고 단정적으로 이야기하지 않겠다. 그러나 그룹 회장이 자리를 비운 채 수개월간 연수를 가는 것은 이례적인 일로, 구멍가게 주인도 아닌데 조만간 들어올 거라고 본다"고 했다. 그러나 김승연이 입국했을 때에는 수사팀이 뿔뿔이 흩어진 뒤였다.

### 안기부 도청 테이프 관련 감찰
문효남은 도청 테이프에 '삼성 떡값' 검사로 등장하는 홍석조 광주고검장을 조사하면서 "진상파악 차원에서 사실관계를 확인하겠다"라면서도 "공식 감찰도 아니며, X파일 내용수사도 아니다"라며 검찰의 조직을 보호하려는 모습을 보였다.

### 대검 감찰부 부장 시절
문효남이 대검 감찰부 부장 시절, 감찰 대상에 오른 검사는 6명이었지만 징계를 받은 검사는 단 한 명도 없었다. 전별금을 받는 등 검찰 공무원 윤리강령을 위반한 검사 등 4명만이 경고처분을 받은 것에 불과했다. 아들의 불법과외 사실이 드러났던 정모 부장검사와 지난 7월 음주운전으로 물의를 빚은 수도권 지검의 이모 부장검사는 감찰처분 전 사표를 내 징계를 받지 않았다.

## 학력
- 부산고등학교 졸업
- 서울대학교 법학과 졸업

## 주요경력
- 1984년 서울지방검찰청 남부지청 검사
- 1988년 부산지방검찰청 검사
- 1993년 부산지방검찰청 울산지청 부장검사
- 1997년 대검찰청 마약과 과장
- 1999년 서울지방검찰청 강력부 부장검사
- 2003년 대검찰청 중앙수사부 수사기획관
- 2005년 대검찰청 감찰부 부장
- 2006년 의정부지방검찰청 검사장
- 2007년 대구지방검찰청 검사장
- 2008년 대전고등검찰청 검사장
- 2009년 부산고등검찰청 검사장
- 2009년 8월 ~ 2011년 5월 법무법인 로고스 상임고문 변호사
- 변호사문효남법률사무소
- 2023년 3월 ~ 헌법을 생각하는 변호사 모임 회장

## 가족 관계
모친인 이길자씨는 2005년 칠순을 맞아 시집을 펴내기도 했다. 부인 임상미(49)여사와의 사이에 1녀를 두고 있다.